# Ariana Ortega
Ariana Paula Citolin Ortega (Campinas, 5 de janeiro de 1978) é uma artista marcial brasileira. Bacharel em Treinamento Esportivo e Licenciada em Educação Física pela UNICAMP, iniciou seus treinos em wushu no ano de 1993.

## Histórico
- Graduada Faixa Preta 3º Grau no estilo Choy Lay Fut
- Experiência nos estilos Bei Shaolin, Taijiquan, Sanda e Shuaijiao
- Diploma Professora em Sanshou - CBKW
- Curso de capacitação técnica em Sanshou - CBKW
- Curso de arbitragem Sanshou - CBKW
- Curso de arbitragem Wushu Tradicional - FPKF e CBKW
- Curso de arbitragem World Chinese Kuoshu Federation

## Principais Títulos
- 5º Lugar em Sanshou até 56 kg no 10th World Wushu Championships[7] Toronto, Canadá (2009)
- 3º Lugar em Sanshou até 65 kg no 4th Sanshou Cup, Harbin, China (2008)
- 5º Lugar em Sanshou até 52 kg no Wushu Tournament Beijing, Pequim, China (2008)
- Campeã em Taolu Tradicional no Disney Martial Arts Festival, Orlando, EUA (2007)
- 5º Lugar em Sanshou até 52 kg no 9th World Wushu Championships, Pequim, China (2007)
- Campeã em Sanshou até 52 kg no 2nd Southamerican Wushu Championships, São Paulo, Brasil (2007)
- Vice Campeã em Sanshou até 52 kg no 6th Panamerican Wushu Championships[8], Toronto, Canadá (2006)
- Bi Campeã Brasileira (2005 e 2006)
- Hexa Campeã Paulista (1995, 2000, 2001, 2002, 2005, 2008)
- Hexa Campeã Regional (2000, 2001, 2002, 2005, 2006 e 2007)
- 3º Lugar em Semi Contato até 58 kg no International Chinese Martial Arts Championship (1997) - San Francisco, EUA

## Homenagem
- Câmara Municipal de Campinas – Diploma de mérito esportivo nacional (2004)